# Lesena

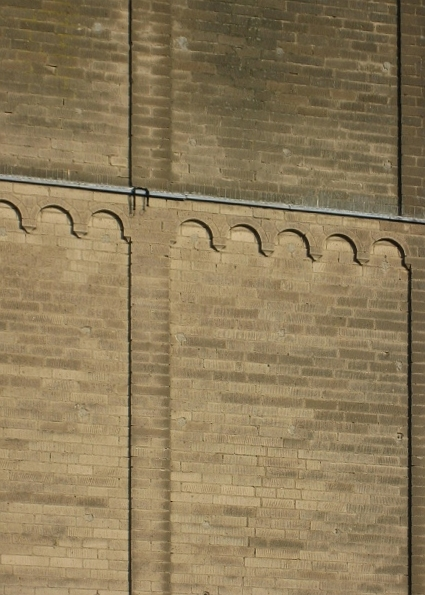
Lesene, lesene angolari e archetti pensili

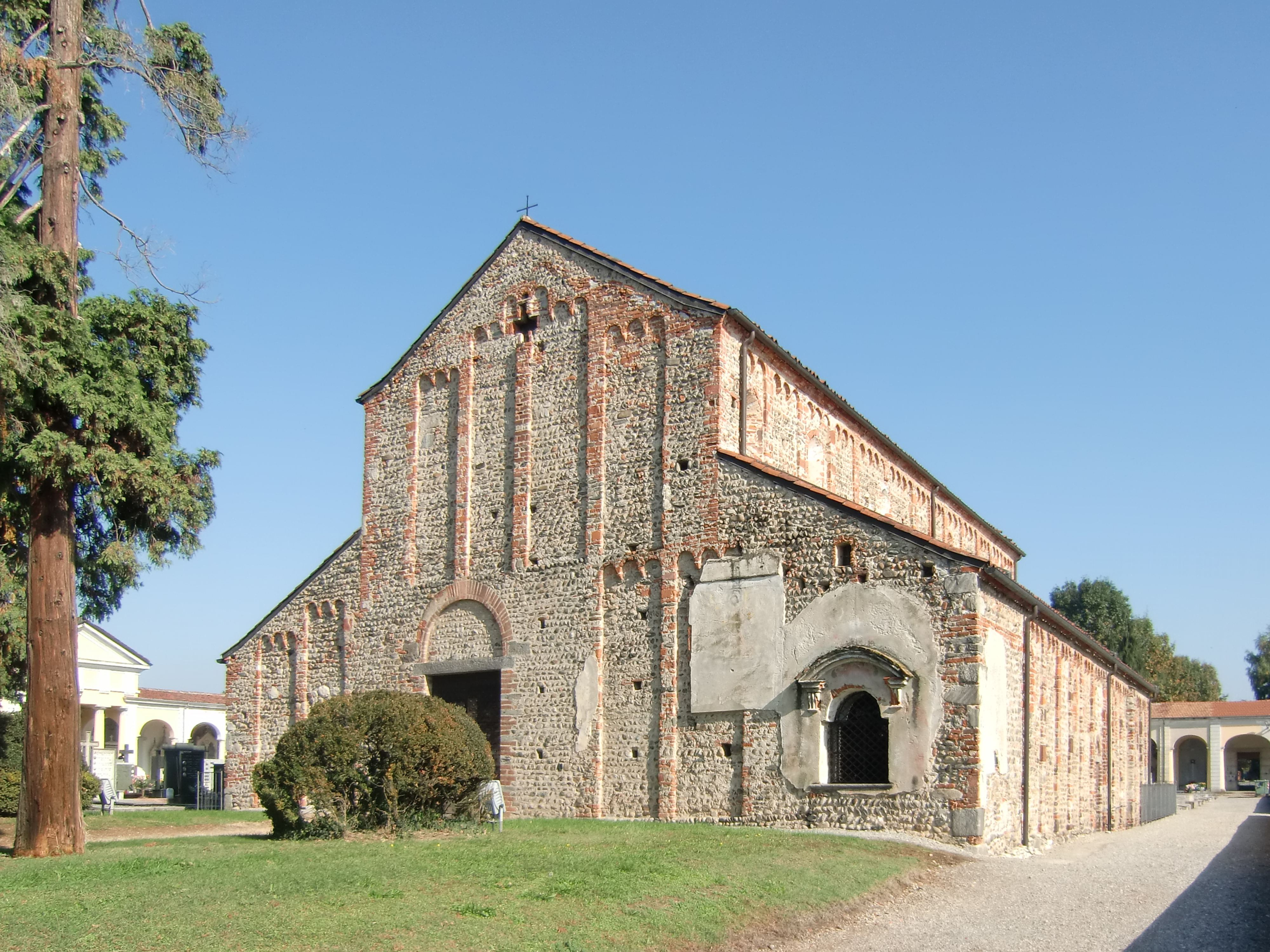
Facciata della chiesa di San Michele ad Oleggio con lesene e archetti pensili

La lesena (/leˈzɛna/; dal lombardo e veneto lexena, ‘pilastro’, ‘aggetto’, da un latino regionale laxeuma, a sua volta dal greco antico: λάξευμα?, láxeuma, ‘scultura in pietra’, grecismo dell'Esarcato di Ravenna) è un elemento di un ordine architettonico addossato a parete,  che consiste in un fusto, a pianta rettangolare, appena sporgente dalla parete stessa, con i relativi capitelli e base.

## Definizione
La definizione dell'elemento si basa sulla sua funzione decorativa e non portante: la lesena si differenzia in questo dalla parasta che, sebbene presenti all'esterno un aspetto simile, è un vero elemento di sostegno, con funzione statica, inglobato nella parete e non semplicemente addossato ad essa.
La lesena si distingue dalla "semicolonna", che ugualmente non ha funzione portante, ma è costituita da una mezza colonna tagliata a metà lungo il diametro e addossata alla parete; più raro il termine di "semipilastro".

## Storia
Gli ordini applicati a parete, già presenti nell'architettura greca, sono particolarmente diffusi in epoca romana, sia come decorazione di facciate monumentali, che come decorazione delle pareti interne degli spazi pubblici coperti (come portici e celle templari). In alcuni casi la decorazione comprende un ordine di colonne libere, appena staccate dalla parete, raddoppiate a brevissima distanza da lesene addossate, con più ricchi effetti chiaroscurali.
Sulla parete spesso l'ordine addossato si inserisce nel rivestimento a lastre di diverse varietà di marmi colorati e lo stesso fusto, liscio o scanalato, è spesso in marmo colorato, in contrasto con basi, capitelli e trabeazione in marmo bianco, con ricchi effetti cromatici.
In epoca medievale la lesena arriva a perdere l'originario aspetto di parte di un ordine architettonico applicato a parete e può divenire una semplice sporgenza verticale, priva di capitello e base.
L'uso romano è ripreso ampiamente in epoca rinascimentale e barocca, quando le lesene sono frequentemente impiegate nella decorazione esterna degli edifici, in special modo per le facciate delle chiese oppure come inquadramento decorativo di finestra.